# Labour d'automne
Labour d'automne – en anglais Fall Plowing – est un tableau réalisé par le peintre américain Grant Wood en 1931. Cette huile sur toile est un paysage automnal exécuté dans un style typique du régionalisme de l'artiste. Hommage au monde rural du Midwest dont il est issu, elle représente des champs vallonnés de l'Iowa avec au premier plan un araire devant une parcelle labourée, une autre couverte de meules de foin et dans le lointain une ferme dominée par une pompe à vent. Le site se trouve au nord de Viola, dans le comté de Linn, et à l'ouest de Stone City, dans le comté de Jones. Depuis le 30 mai 2003, il est inscrit au Registre national des lieux historiques en référence explicite au tableau, lequel est conservé au sein de la collection privée de John Deere, multinationale spécialiste du matériel agricole.

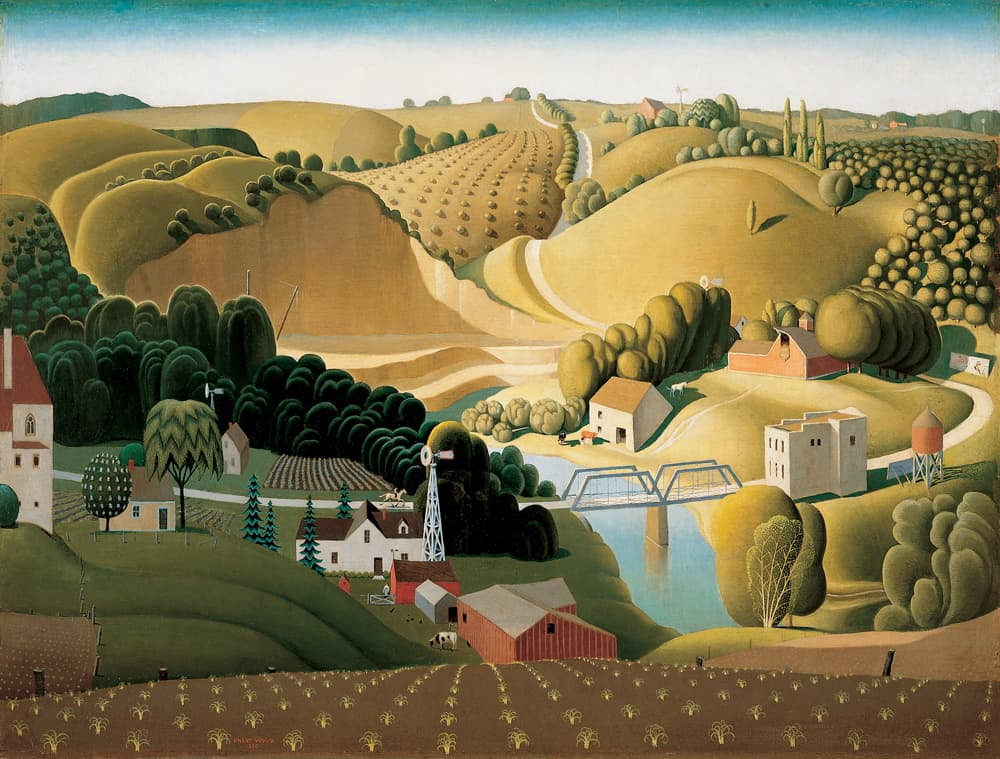
Stone City, Iowa, 1930 – Joslyn Art Museum, Omaha, Nebraska.